# Chet Baker with Fifty Italian Strings
| Recensione | Giudizio |
| ---------- | -------- |
| AllMusic   |          |

Chet Baker with Fifty Italian Strings è un album del trombettista jazz statunitense Chet Baker, pubblicato dall'etichetta discografica Jazzland Records nel 1960.

## Tracce

### LP
Lato A
1. I Should Care – 2:46 (testo: Sammy Cahn – musica: Axel Stordahl, Paul Weston) – Registrato il 29 settembre 1959
2. Violets for Your Furs – 3:20 (testo: Tom Adair – musica: Matt Dennis) – Registrato il 5 ottobre 1959
3. The Song Is You – 2:33 (testo: Oscar Hammerstein II – musica: Jerome Kern) – Registrato il 28 settembre 1959
4. When I Fall in Love – 3:38 (testo: Edward Heyman – musica: Victor Young) – Registrato il 28 settembre 1959
5. Goodbye – 5:07 (Gordon Jenkins) – Registrato il 29 settembre 1959

Lato B
1. Autumn in New York – 3:35 (Vernon Duke) – Registrato il 29 settembre 1959
2. Angel Eyes – 4:38 (testo: Earl K. Brent – musica: Matt Dennis) – Registrato il 28 settembre 1959
3. Street of Dreams – 2:20 (testo: Sam M. Lewis – musica: Victor Young) – Registrato il 5 ottobre 1959
4. Forgetful – 2:50 (George Handy, Jack Segal) – Registrato il 5 ottobre 1959
5. Deep in a Dream – 4:35 (Jimmy Van Heusen, Eddie DeLange) – Registrato il 28 settembre 1959

## Musicisti
- Chet Baker – tromba, voce (The Song Is You, When I Fall in Love, Angel Eyes, Street of Dreams e Deep in a Dream)
- Mario Pezzotta – trombone
- Glauco Massetti – sassofono alto
- Gianni Basso – sassofono tenore
- Fausto Papetti – sassofono baritono
- Giulio Libano – pianoforte, celeste
- Franco Cerri – contrabbasso
- Gene Voctory – batteria
- Len Mercer – arrangiamenti, conduttore orchestra
- Sconosciuti – strumenti ad arco[2]

Note aggiuntive
- Orrin Keepnews – produttore[3]
- Ken Deardoff – design copertina album originale
- Lawrence N. Shustak – foto retrocopertina album originale
- Peter Drew – note retrocopertina album originale[4]